# مهرآباد (مجموعه تلویزیونی)
مهرآباد نام مجموعه تلویزیونی کمدی اجتماعی است که فرید سجادی حسینی آن را کارگردانی کرده‌است. این مجموعه تلویزیونی قرار بود با نام طهران‌نو ساخته شود که پس از شروع کار نام آن به مهرآباد تغییر کرد. از بازیگران اصلی این سریال می‌توان به علی سرابی، مهران احمدی، شقایق دهقان، هومن سیدی و ندا مقصودی اشاره کرد. تهیه‌کنندگی این کار نیز بر عهده علی تقی‌پور بوده‌است. تصویربرداری این سریال از آذر ماه ۱۳۹۰ آغاز شد و در خرداد ۱۳۹۱ به پایان مرحله تصویربرداری رسید و در اردیبهشت ۱۳۹۲ از شبکه پنج پخش شد.

## خلاصه داستان
مهرآباد روایتگر زندگی کیا مقدم است که پس از ۱۲ سال دوری از وطن و شکست در زندگی زناشویی برای پیگیری کارهای شخصی به کشور بازمی‌گردد ولی در همان بدو ورود با اتفاقی روبه‌رو می‌شود که زندگی خودش و بسیاری را تحت تأثیر قرار می‌دهد…

## بازیگران
- مهران احمدی
- بیژن افشار
- بهناز جعفری
- اشکان خطیبی
- شقایق دهقان
- سمیرا ذکایی
- امین ذوالفقاری
- نورمحمد ذوالفقاری
- بهاره ریاحی
- علی سرابی
- هومن سیدی
- عباس شجاع
- بهروز شعیبی
- سوگل طهماسبی
- گلاره عباسی
- آتنه فقیه‌نصیری
- الهام کردا
- لیندا کیانی
- ندا مقصودی
- مسعود میرطاهری
- پوراندخت مهیمن